# Tukotuko piaskowy
Tukotuko piaskowy (Ctenomys emilianus) – endemiczny gatunek gryzonia z rodziny tukotukowatych (Ctenomyidae). Występuje w Ameryce Południowej, gdzie odgrywa ważną rolę ekologiczną. Siedliska tukotuko piaskowego położone są na terenie argentyńskiej prowincji Neuquén na wysokości 800 m n.p.m. Międzynarodowa Unia Ochrony Przyrody (IUCN) wymienia ten gatunek w Czerwonej księdze gatunków zagrożonych jako gatunek bliski zagrożenia i oznacza go akronimem NT.